# Zoigê
Zoigê hay Nhược Nhĩ Cái (chữ Tạng: མཛོད་དགེ་, Wylie: mdzod-dge, phiên âm latinh tiếng Tạng: Zoigê; chữ Hán giản thể:若尔盖县, âm Hán Việt: Nhược Nhĩ Cái huyện) là một huyện thuộc châu tự trị A Bá, tỉnh Tứ Xuyên, Cộng hòa Nhân dân Trung Hoa. Huyện này có diện tích 10.437 km2, dân số năm 2002 là 6 vạn người. Huyện Zoigê được chia thành 1 trấn và 16 hương.
- Trấn: Đạt Trát Tự.
- Hương: Ban Hữu, A Tây, Đường Khắc, Hạt Man, Hồng Tinh, Mạch Khê, Nộn Oa, Đống Liệt, Sùng Nhĩ, Nhiệt Nhĩ, Chiêm Oa, Hàng Trát, Ba Tây, Cầu Cát, A Tây Nhung, Bao Tọa.